# トロペツ公
トロペツ公（ロシア語: Торопецкый князь）は、スモレンスク公国の分領公国だったトロペツ公国の君主の称号である（「公」はクニャージからの訳出による）。公・公国の名は、その中心都市だったトロペツによる。

## トロペツ公の一覧
- ロスチスラフ・ムスチスラヴィチ
- ムスチスラフ・ロスチスラヴィチ（通称：ムスチスラフ・フラブリー）
- ムスチスラフ・ムスチスラヴィチ（通称：ムスチスラフ・ウダトニィー）在位：1206年 - 1212年
- ダヴィド・ムスチスラヴィチ - 在位：1212年 - 1226年[1][注 1]
- アレクサンドル・ヤロスラヴィチ（通称：アレクサンドル・ネフスキー）